# St. Ambrosius (Irrel)

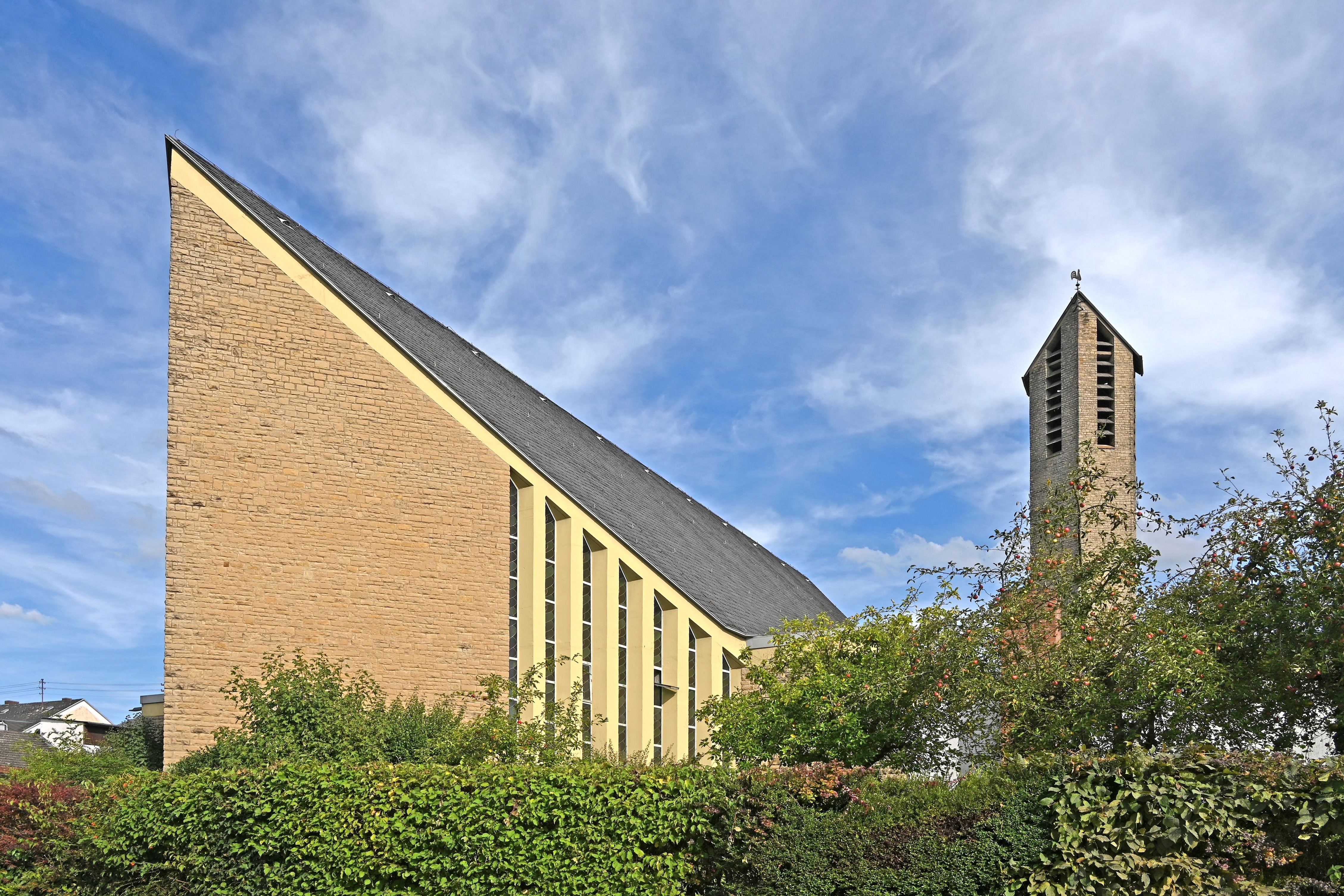
St. Ambrosius in Irrel

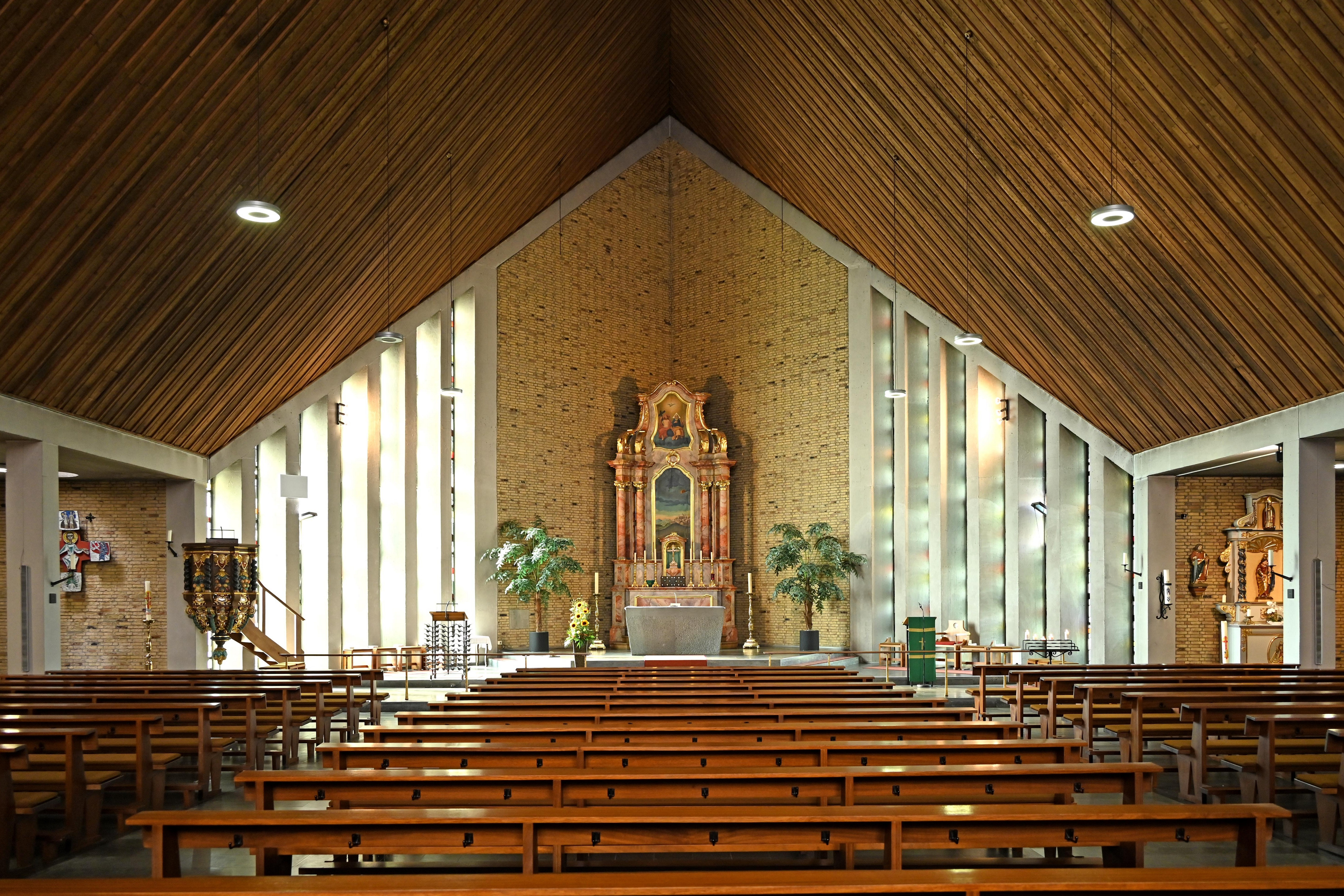
Innenraum

St. Ambrosius ist die römisch-katholische Pfarrkirche von Irrel im Eifelkreis Bitburg-Prüm in Rheinland-Pfalz.

## Geschichte

### Pfarre
Irrel gehörte bis zur Franzosenzeit als Filiale zur Pfarre Echternach. Erst im Zuge der Pfarrumschreibungen durch die Franzosen wurde Irrel 1803 zur eigenständigen Pfarrei erhoben. Zunächst gehörten zur Pfarre die Filialen Irreler Mühle und der rechts der Prüm liegende Teil von Prümzurlay mit der Filialkirche St. Nikolaus. 1870 wurde schließlich auch der links der Prüm liegende Teil eingepfarrt. Im Jahr 2007 wurden die bis dahin zur Pfarre Edingen gehörenden Filialen Menningen mit der Filialkirche St. Agatha und Minden mit der Filialkirche St. Silvester nach Irrel umgepfarrt.

### Kirchengebäude
Eine Kirche in Irrel wurde erstmals im Jahr 1330 urkundlich erwähnt. Um 1510 wurde dieses Gotteshaus, über das nichts näheres bekannt ist, abgerissen und durch einen gotischen Neubau ersetzt. Dieser wurde am 28. Oktober 1510 geweiht. Von diesem Bauwerk ist noch heute der Glockenturm erhalten.
Die heutige Pfarrkirche wurde an anderer Stelle in den Jahren 1961 bis 1962 errichtet, da die alte Kirche zu klein und durch den Zweiten Weltkrieg stark beschädigt war, sodass nur der Glockenturm erhalten werden konnte. Das neue Gotteshaus wurde am 2. September 1962 konsekriert.

## Architektur
St. Ambrosius ist ein Bau der Nachkriegsmoderne. Das Bauwerk ist dreischiffig, wobei die beiden Seitenschiffe sehr schmal und niedrig sind. Außerdem wurde die Kirche in Ost-West-Ausrichtung erbaut und besitzt einen freistehenden, sechseckigen schlanken Glockenturm. Der Chor ist zweiseitig geschlossen. Chor und Hauptschiff werden von einer Holzdecke überspannt, welche die Dachform erkennbar lässt.

## Ausstattung
Im Innenraum befinden sich einige Ausstattungsstücke aus der alten Kirche. Davon sind besonders der barocke Hochaltar, die ebenfalls barocke Kanzel, sowie einige Heiligenfiguren zu erwähnen. Der rechte Nebenaltar stammt aus der Kirche von Prümzurlay und wurde ebenfalls in der Barockzeit geschaffen.

St. Ambrosius (Irrel)
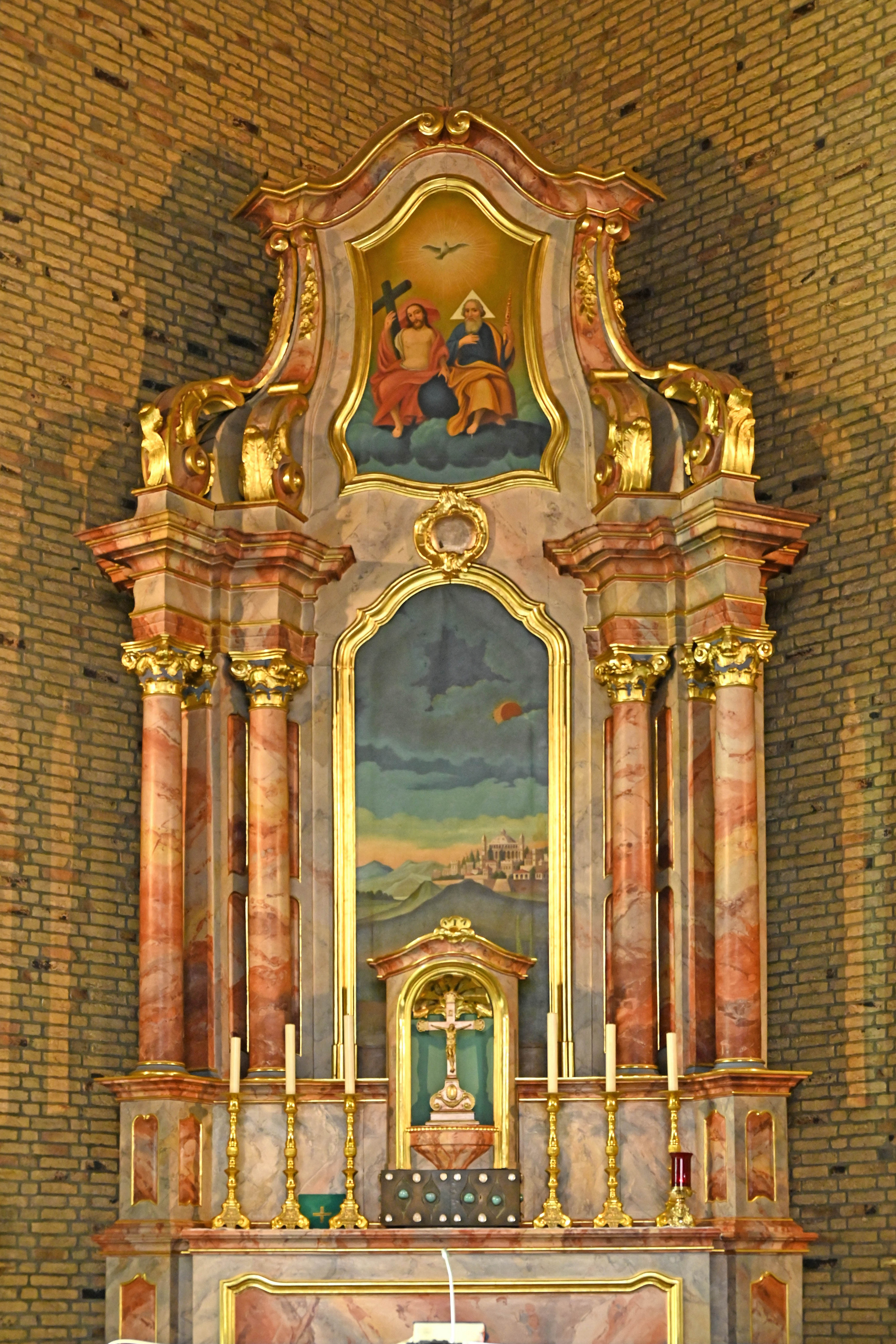
Hochaltar
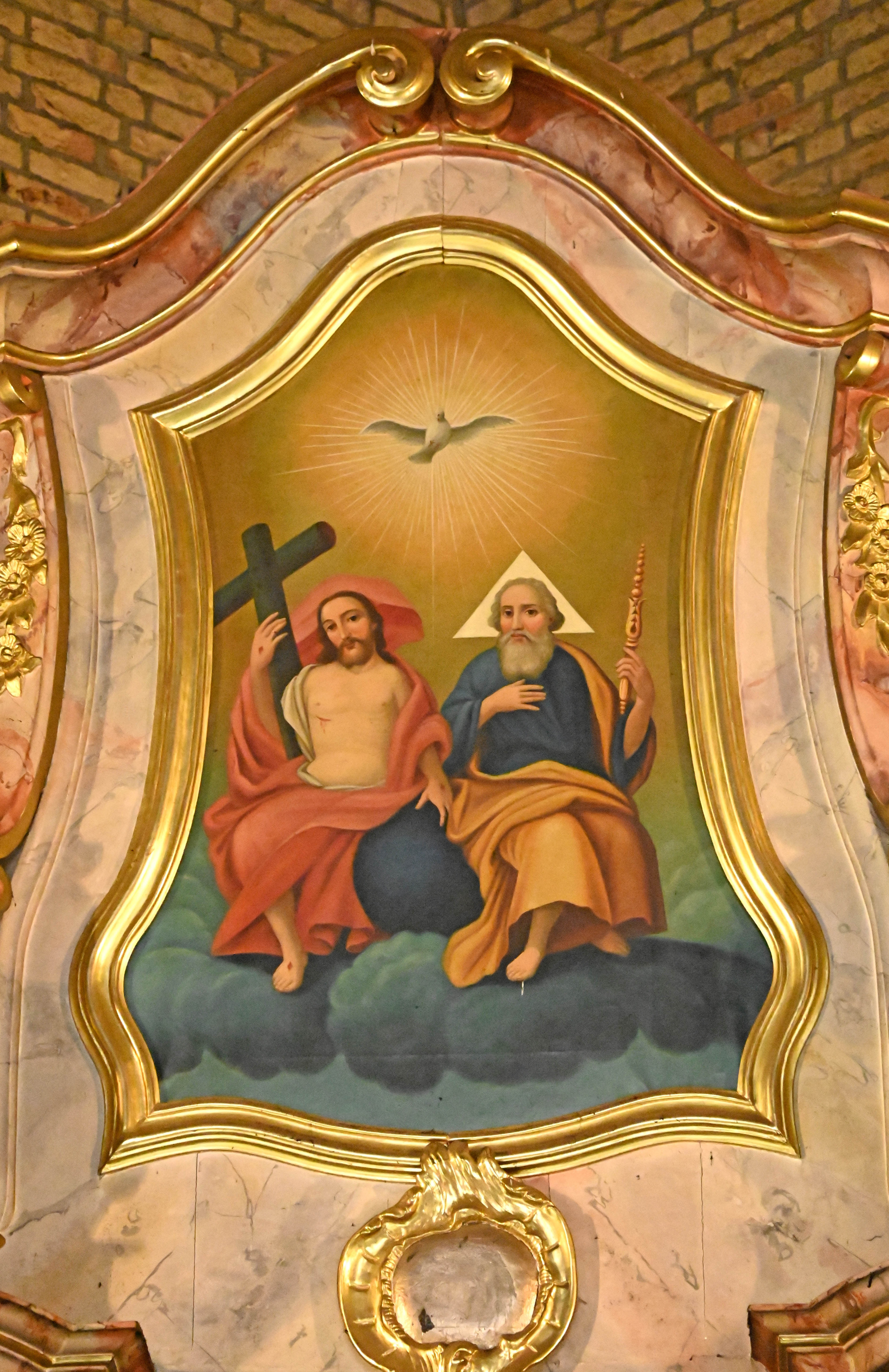
Altarauszug
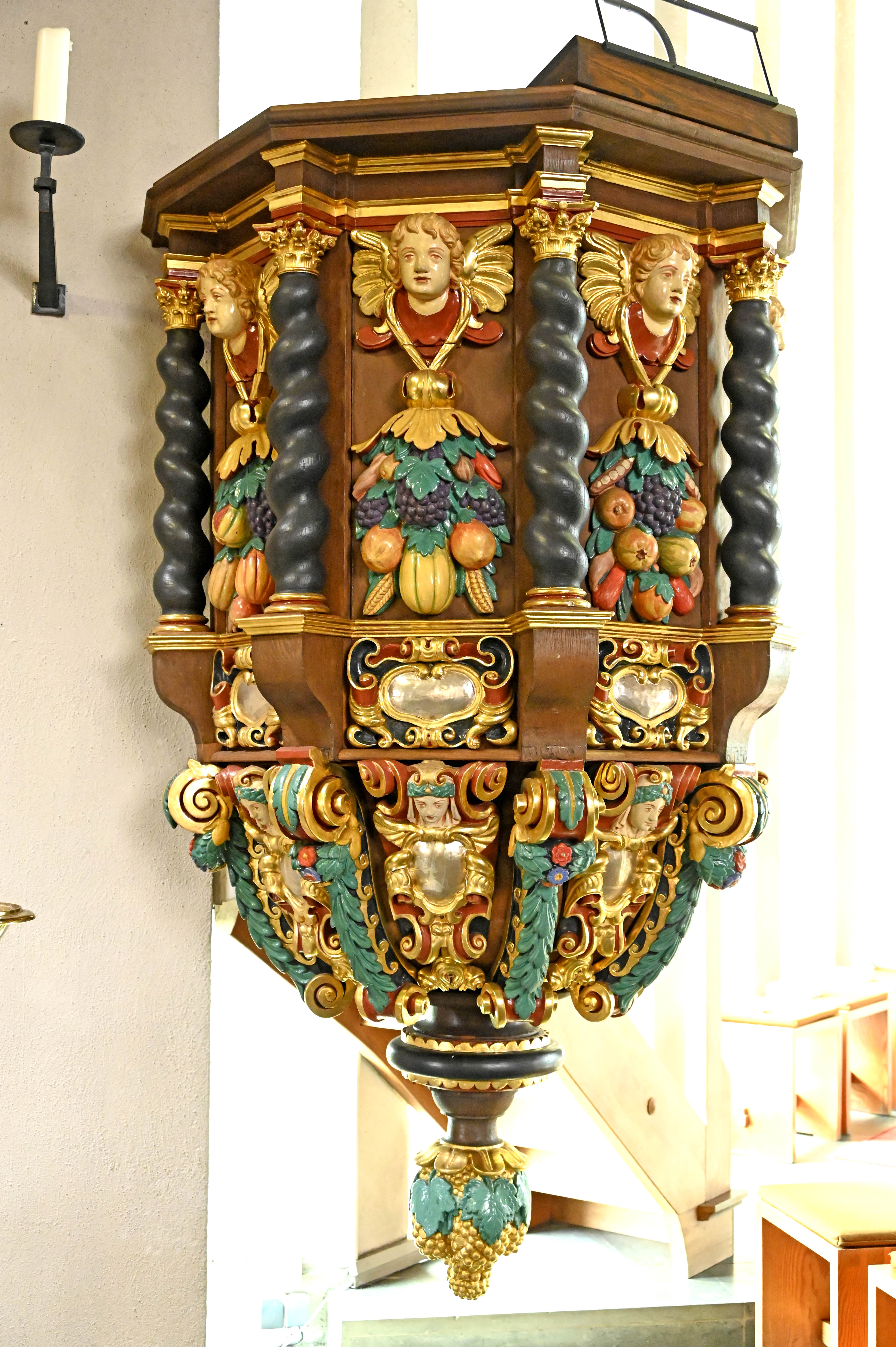
Kanzel
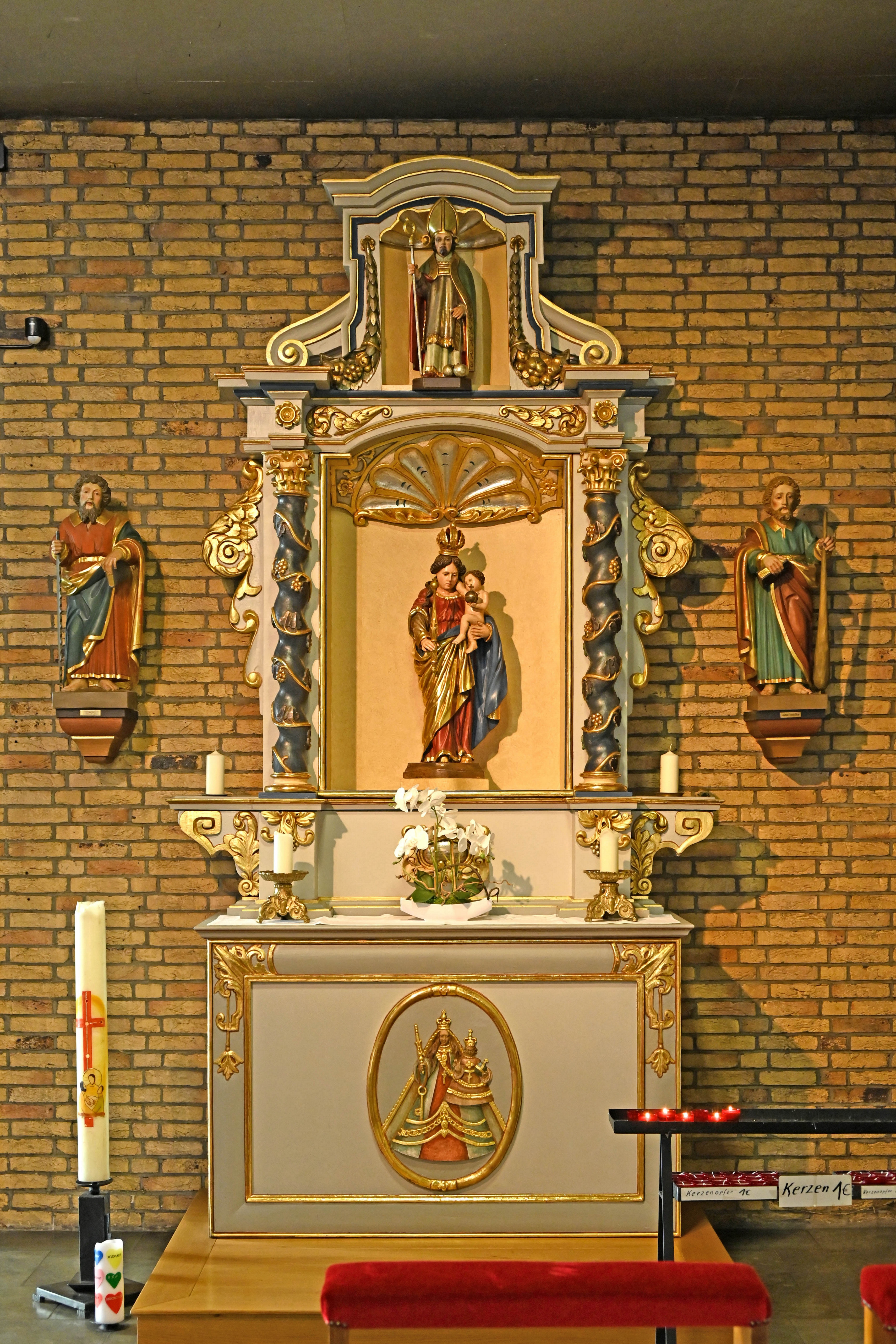
Marienaltar
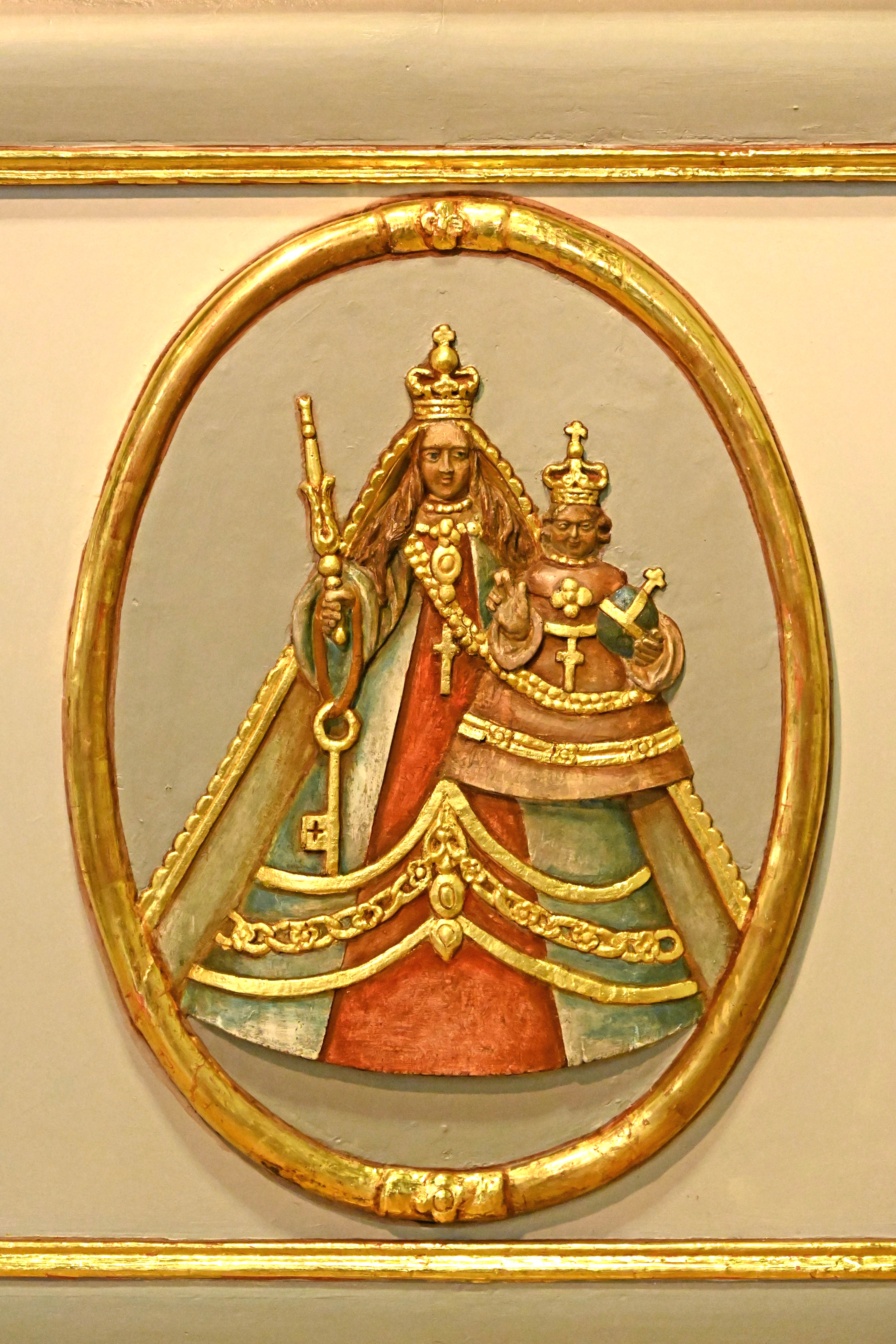
Antependium
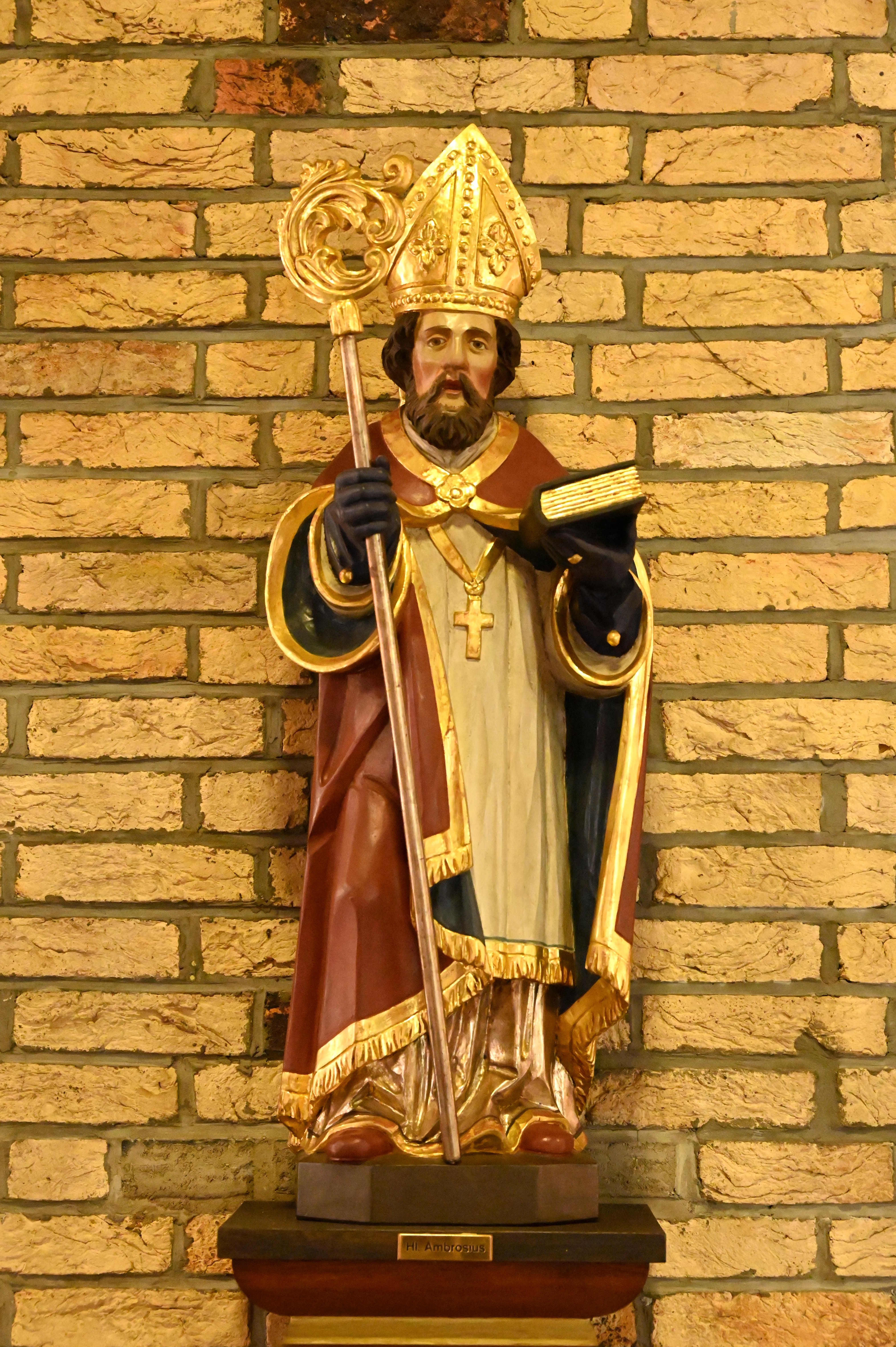
St. Ambrosius

## Orgel

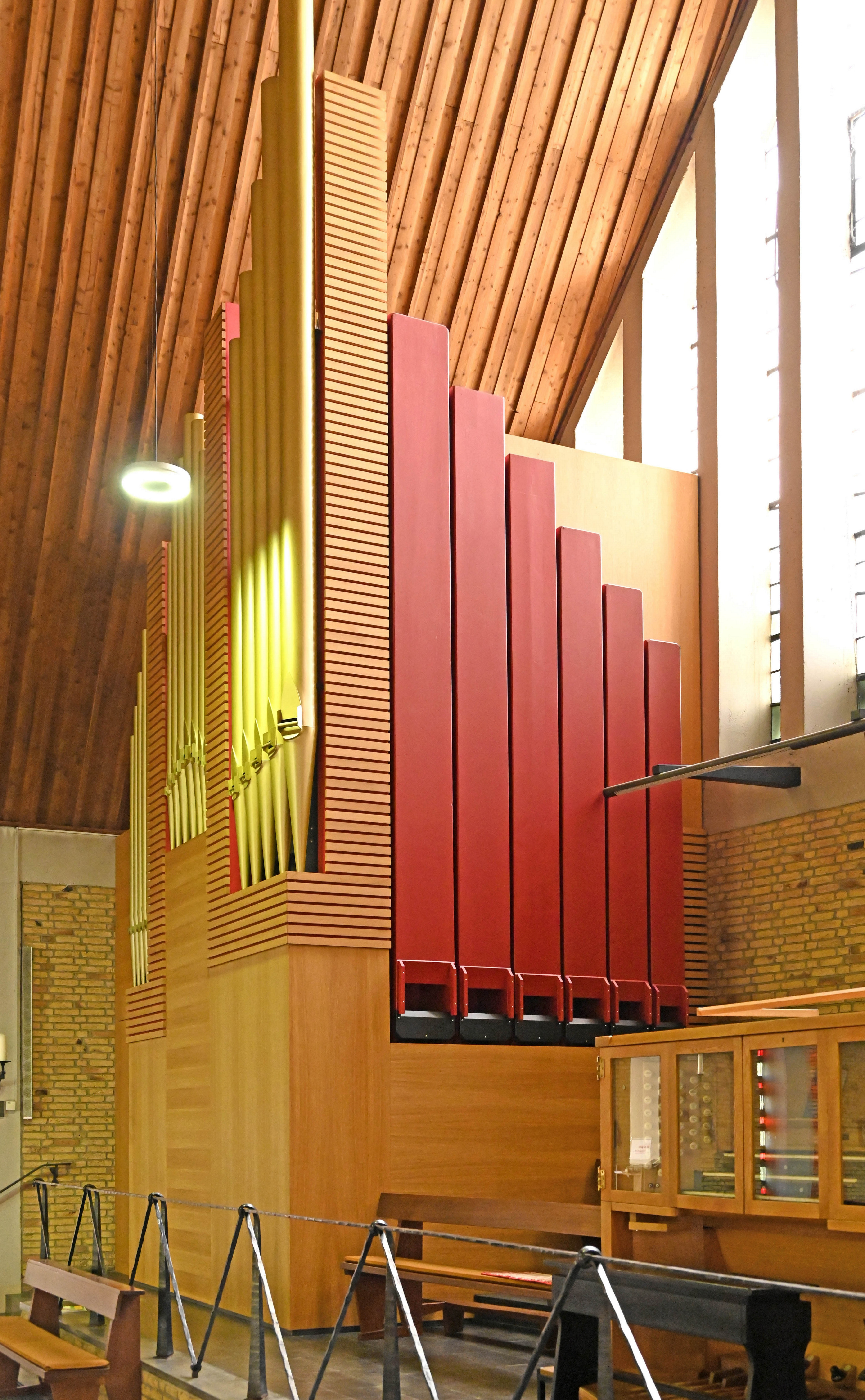
Orgel (2014)

Die Orgel ist ein Werk des Londoner Orgelbauers Alfred Hunter aus dem Jahr 1870. Sie wurde 1901 durch Orgelbauer James Ivimey aus Southampton und 1961 durch die Londoner Firma Degens & Rippin verändert und restauriert. Bis zum Abbau 2012 befand sich das Instrument in der St. Simon’s Church in Southsea, Hampshire und wurde zwischen 2012 und 2014 durch die Firma Orgelbau Fasen aus Oberbettingen umgebaut und 2014 in Irrel aufgestellt. Am 6. September wurde die Orgel durch den Trierer Weihbischof Helmut Dieser geweiht und in Betrieb genommen. Das Instrument hat ein romantisches Klangbild und besitzt über 34 Register zuzüglich 24 Register, die in 5 Extensionsreihen als Pedal-Transmissionen oder als Auxiliar-Register auf verschiedenen Werken zur Verfügung stehen.
Die Disposition lautet:
| I Positive Organ C–c4 |        |
| Double                | 16′    |
| Viola                 | 16′    |
| Principal             | 8′     |
| Rohrgedeckt           | 8′     |
| Cello                 | 8′     |
| Nason Flute           | 4′     |
| Octave Principal      | 4′     |
| Fugara                | 4′     |
| Twelfth               | 2 ⁄3′  |
| Tierce                | 1 3⁄5′ |
| Larigot               | 1 ⁄3′  |
| Bombarde              | 16′    |
| Trompette             | 8′     |
| Clarion               | 4′     |
| Tremulant             |        |

| II Great Organ C–c4 |       |
| Double Diapason     | 16′   |
| Quintaton           | 16′   |
| Geigen Diapason     | 8′    |
| Open Diapason       | 8′    |
| Stopped Diapason    | 8′    |
| Gambe               | 8′    |
| Principal           | 4′    |
| Violin              | 4′    |
| Waldflute           | 4′    |
| Twelfth             | 2 ⁄3′ |
| Fifteenth           | 2′    |
| Mixture             | IV    |
| Bombarde            | 16′   |
| Trumpet             | 8′    |
| Clairon             | 4′    |

| III Swell Organ C–c4 |     |
| Open Diapason        | 8′  |
| Viole                | 8′  |
| Lieblich Gedackt     | 8′  |
| Viole Celeste        | 8′  |
| Principal            | 4′  |
| Nachthorn            | 4′  |
| Fifteenth            | 2′  |
| Mixture              | III |
| Contra Fagotto       | 16′ |
| Clarinet             | 8′  |
| Oboe                 | 8′  |
| Clarion              | 4′  |
| Tremulant            |     |

| Pedal Organ C–g1   |     |
| Double Bass        | 32′ |
| Open Metal         | 16′ |
| Contra Bass        | 16′ |
| Bourdun            | 16′ |
| Principal          | 8′  |
| Bourdun            | 8′  |
| Bass Flute         | 8′  |
| Violoncello        | 8′  |
| Fifteenth          | 4′  |
| Harmonics of 32 Ft | VI  |
| Mixture            | IV  |
| Bombarde           | 16′ |
| Fagotto            | 16′ |
| Trompette          | 8′  |
| Oboe               | 8′  |
| Clarion            | 4′  |

- Spielhilfen: Setzer, Tastenfessel, Transposer